# Toxic Holocaust
Toxic Holocaust es una banda estadounidense de thrash metal con influencias de black metal originaria de Portland, Oregón, fundada en 1999 por Joel Grind que firmó con el sello discográfico Relapse Records. Influenciados por las bandas de thrash y heavy metal de la década de los 80's como Slayer, Megadeth, Exodus, Black Flag, Discharge, Motörhead, Kreator, Celtic Frost, Venom, Possessed, Rigor Mortis Bathory y Death.

## Historia
Toxic Holocaust ha sido primordialmente una banda de un solo hombre, con Joel Grind tocando él mismo todos los instrumentos y rotando instrumentos con miembros de diferentes bandas, en cada gira en vivo él se encargaba de cantar como de tocar la guitarra. Para la sesión de su primera grabación con el sello Relapse Records se utilizó un baterista. Después de la grabación Phil Zeller y Al Chambers de la banda canadiense Rammer se unieron como miembros permanentes. Chambers había tocado antes con Toxic Holocaust en una gira por Canadá en 2006.
Antes de convertirse en una banda de un solo hombre, hubo otros dos miembros previamente desconocidos que habían aparecido en la cinta demo y CD Radiation Sickness. Los dos miembros fueron expulsados de la banda poco después el proyecto quedó en receso. Joel en 2001 resucitó a la banda y comenzó a grabar un montón de material nuevo el solo en su propio dormitorio, método que utilizó en la grabación de cada uno de sus posteriores trabajos antes de su álbum de estudio An Overdose of Death...
Antes del nacimiento de Toxic Holocaust, Joel Grind ha participado en dos bandas de tiempo completo. Una de ellas fue Grave Mistake, una banda de punk y Horrorcore de Maryland, y la otra fue The Rapists, una banda de hardcore punk fuertemente influenciada por Discharge y Charged GBH.

## Miembros
- Joel Grind - Bajo, Baterista (1999-2008), Vocalista, Guitarra (1999-presente)
- Philthy Gnaast  - Bajo (2008-presente)
- Nikki Rage - baterista (2009-presente)

## Discografía
| - Evil Never Dies (2003) - Hell on Earth (2005) - An Overdose of Death... (2008) - Conjure and Command (2011) - Chemistry of Consciouness (2013) - Primal Future: 2019 (2019) - Live - Only Deaf is Real (2007) - Brazilian Slaughter 2006 (2008) - Radiation Sickness (1999, Demo) - Critical Mass (2002, Demo) - Promo 2004 (2004, Demo) - Demo 2007 (2008, Demo) - Toxic Thrash Metal (2004) - Critical Mass (2006) - From the Ashes of Nuclear Destruction (2013) | - Toxic Holocaust / Oprichniki (2001, Split CD) - Implements of Mass Destruction / Nuclear Apocalypse:666 (2002, Split CD) - Outbreak of Evil (2004, Split CD) - Thrashbeast From Hell (2004, Split Tape) - Blasphemy, Mayhem, War (2005, Split CD) - Don't Burn the Witch... (2006, Split 10") - HRPS Vol.1 (2008, Split 7") - Speed n' Spikes Volume 1 (2008, Split 7") - Toxic Holocaust / Inepsy (2010, Split 12") - Toxic Holocaust / Midnight (2011 Split 7" to benefit the Japanese Tsunami victims) - Toxic Waste - Toxic Holocaust / Municipal Waste (2012) - Death Master (2003, EP Gloom Records) - Power From Hell (2004, EP) - Reaper's Grave (2006, EP Gloom Records) - Gravelord (2009, EP) |